# Belur (Bengale occidental)
Belur (en Bengali: বেলুড়) est un important quartier de la municipalité de Bally, dans le district d'Haora, au Bengale-Occidental (Inde). Situé sur la rive droite du Hooghly et densément habité il fait en fait partie de la zone économique et aire métropolitaine de la ville de Calcutta., et se trouve donc sous l’autorité de la Kolkata Metropolitan Development Authority. [KMDA]
Belur est surtout connu  pour son 'monastère de Belur' (Belur Math) qui est le quartier général de la ‘Mission de Ramakrishna’, un ordre monastique et missionnaire hindou fondé en 1897 par Vivekananda.